# 63440 Rożek
63440 Rożek è un asteroide della fascia principale. Scoperto nel 2001, presenta un'orbita caratterizzata da un semiasse maggiore pari a 1,9379899 au e da un'eccentricità di 0,0882587, inclinata di 19,98233° rispetto all'eclittica.